# Louis-François de Boufflers

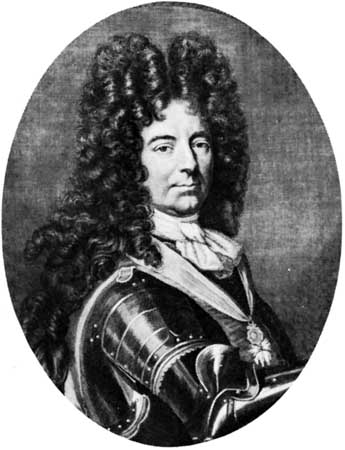
Louis-François hertog van Boufflers

Hertogelijk wapenschild de Boufflers

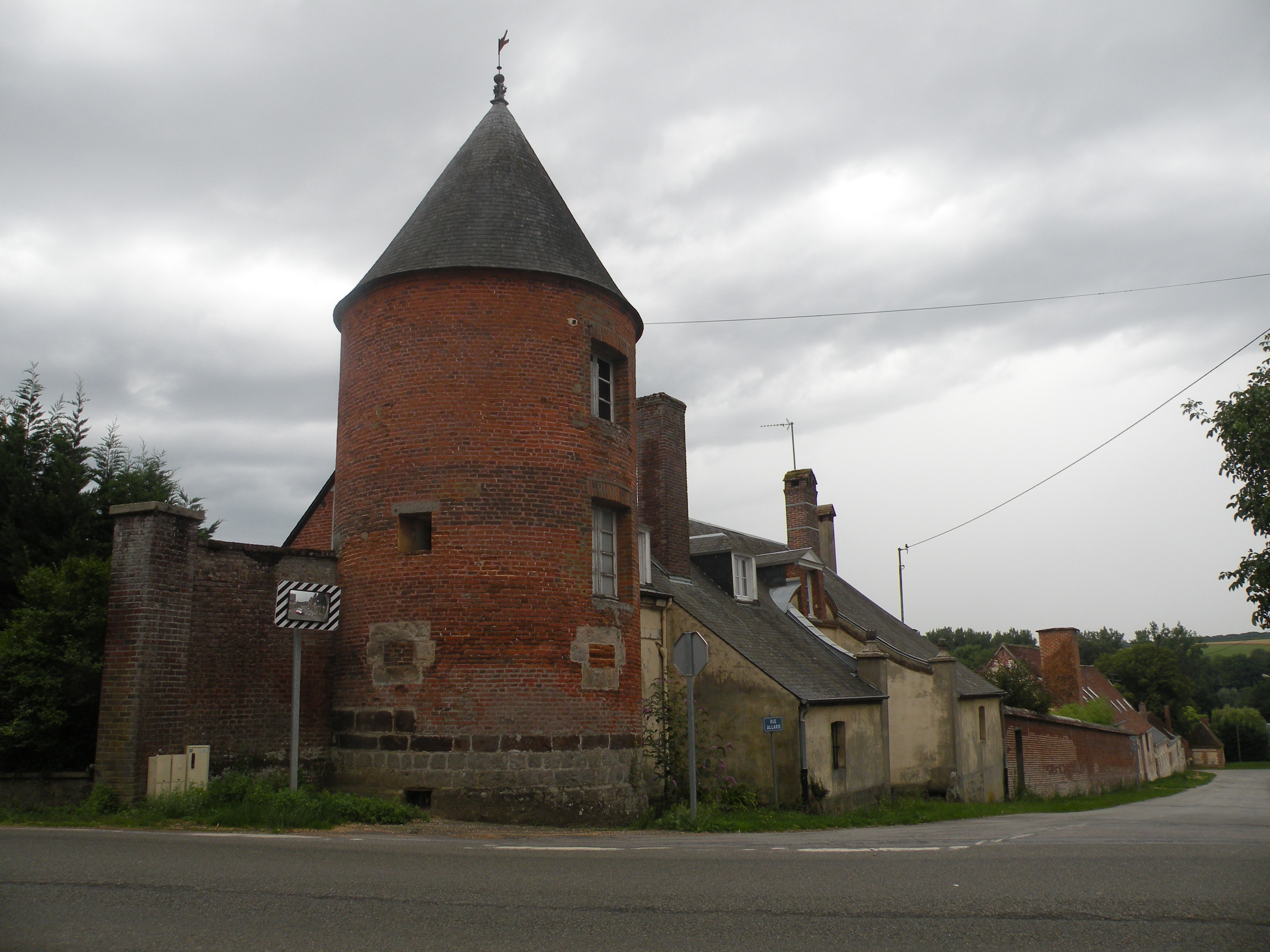
geboorteplaats Crillon in Picardië

Louis-François de Boufflers (Crillon, 10 januari 1644 - Fontainebleau, 22 augustus 1711) was een generaal in de vele oorlogen van Lodewijk XIV, de koning van Frankrijk. Zijn hoogste graad was maarschalk. Geboren als ridder werd hij achtereenvolgens markies, hertog van Boufflers en hertog-pair van de Franse koning.

## Familie
De familie de Boufflers was een adellijke familie in de provincie Picardië in het koninkrijk Frankrijk. Ridder Louis-François was de 2e van de 5 kinderen van graaf François II van Boufflers, officier en groot-baljuw van Beauvais, en van dame Louise de Vergeur. Zijn oudste broer, François III van Boufflers, volgde vader op in al zijn functies in 1668. Deze broer stierf reeds in 1672 en had 1 zoon Henry, de enige andere mannelijk nazaat de Boufflers. De 3 zussen van Louis-François waren jonger en werden alle kloosterzuster. Louis-François huwde in 1693 met de veel jongere Catherine-Charlotte de Gramont (1670-1739), die het later bracht tot hofdame van koningin Maria Leszczyńska van Frankrijk, echtgenote van Lodewijk XV. Kennelijk had het echtpaar geen kinderen.

## Militaire carrière
In 1662 ging Boufflers in het leger, bij de Gardes Françaises.

### Algerije
Het eerste gevecht van Boufflers was in Jijel, in Algerije (1664). Nadien keerde hij naar Frankrijk terug.

### Vlaanderen en Lotharingen
Vervolgens vocht Boufflers in Vlaanderen (1667) bij de belegeringen van Dowaai, Doornik en van Rijsel. Het leger onder Spaans bevel, dat de Zuidelijke Nederlanden verdedigde, werd al van tijdens de Nederlandse Opstand het Leger van Vlaanderen genoemd. Het Franse leger dat de aanval uitvoerde, werd nu ook Armée de Flandre genoemd. Boufflers werd officier bij de Koninklijke dragonders en in 1670 was hij bij de Franse verovering van Lotharingen, in het Rooms-Duitse rijk, rond de steden Épinal en Chatte.

### Hollandse Oorlog
Tijdens de Hollandse Oorlog (1672-1678) bevocht Boufflers de Republiek der Zeven Verenigde Nederlanden en hij veroverde Rees, Arnhem, Schenkenschanz en Ameide (1672), alsook Nigtevecht (1673). Vervolgens trok hij naar het Rijnland, waar hij zwaar gewond raakte. Hij vocht er in de slagvelden bij Entzheim, Salzbach en Freiburg (1677) tegen de Rooms-Duitse troepen.

### Casale
De Fransen poogden een doorgang te forceren door het hertogdom Savoye, wat tot het Rooms-Duitse Rijk behoorde. Boufflers was net benoemd tot generaal. Hij slaagde erin, onder zijn commando, de citadel van Casale Monferrato te veroveren (1681). Dit bezorgde hem faam in Frankrijk.

### Frans-Spaanse Oorlog
In de Frans-Spaanse Oorlog (1683-1684) bezetten de Fransen ook het hertogdom Luxemburg. Vandaar wordt deze oorlog ook de Luxemburgse Oorlog van Frankrijk genoemd. Boufflers zat evenwel niet in Luxemburg. Zijn troepen marcheerden door Kortrijk, Koekelberg bij Brussel en Mariembourg. Na deze oorlog in de Spaanse Nederlanden werd hij naar Bayonne gestuurd om militaire missie in Béarn en Navarra, waar hij hugenoten bekeerde (1685).

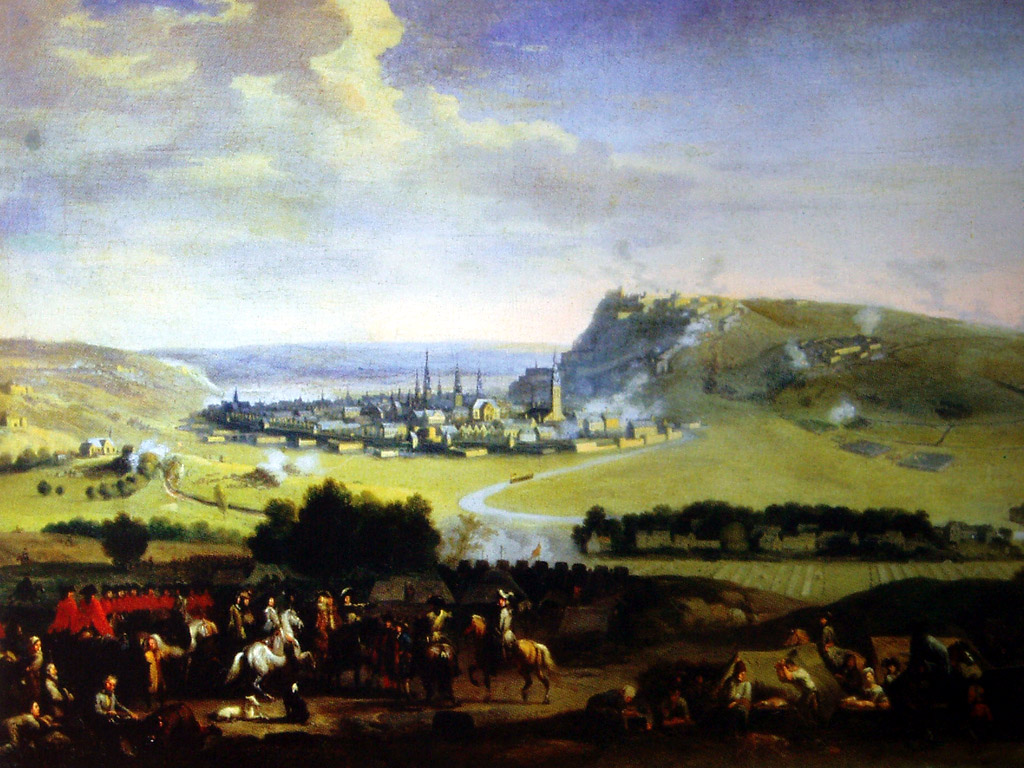
Het Beleg van Namen bezorgde Boufflers de hertogstitel.

### Negenjarige Oorlog
De Negenjarige Oorlog (1688-1697) bracht generaal Boufflers eerst naar Mainz. Hij veroverde de stad op de prins-aartsbisschop van Mainz. Hij marcheerde vervolgens tegen het prinsbisdom Luik met beschieting van Thuin aan de Samber en vervolgens beschieting van Luik zelf (1690). Vervolgens trok hij door Brabant naar het Waasland (1691) in Vlaanderen, keerde terug zuidwaarts en beschoot de stad Charleroi (1692) in het graafschap Namen. Hij veroverde Veurne in Vlaanderen en verkreeg de rang van maarschalk van Frankrijk. Hij organiseerde als (Frans) gouverneur van Vlaanderen het militair bestuur in Vlaanderen. Nadat Menno van Coehoorn de Fransen weer verjaagd had uit de citadel van Namen, rukte Boufflers snel op naar Namen. Hij geraakte de citadel binnen en wachtte de anti-Franse coalitietroepen af (1695). Het Beleg van Namen werd een van de grootste wapenfeiten van Boufflers. Nederlandse en Beierse troepen dwongen Boufflers uiteindelijk tot overgave. In Parijs wachtte Boufflers de hertogstitel, want zijn heroïsch verzet na de inname van de Waalse stad werd besproken in Versailles. Boufflers veroverde nog Aat in Spaans Henegouwen (1697). De Vrede van Rijswijk (1697) betekende het einde van dit wapengekletter. Maarschalk-hertog de Boufflers maakte deel uit van de Franse delegatie in Rijswijk.

### Interbellum
In de periode tussen de Negenjarige Oorlog en de Spaanse Successieoorlog was Boufflers niet op het slagveld. Hij organiseerde feesten op zijn kasteel. Bij een van deze feesten liet hij een veldslag evoceren, en dit in aanwezigheid van Lodewijk XIV, de Zonnekoning. De koning was erg tevreden over het spektakel maar aan Boufflers had het een fortuin gekost.

### Spaanse Successieoorlog
Aanvankelijk vlotte de Spaanse Successieoorlog (1701-1714) voor maarschalk Boufflers. De troepen van de Republiek die de Zuid-Nederlandse barrièresteden mee verdedigden, trokken zich zonder slag of stoot terug. De troepen van Boufflers rukten op tot in Spaans Gelre. Doch de Fransen verloren de steden Venlo, Roermond en Stevensweert (1702). In de Slag bij Ekeren wist Boufflers met een dubbele overmacht een Nederlands legertje te verrassen en omsingelen. De aanval liep echter niet voorspoedig en moest worden afgebroken na heftig verzet van de Nederlanders onder Slangenburg. Boufflers moest het leger verlaten (1703) want de blamage van de Fransen in de Spaanse Nederlanden was te groot. Maarschalk Villeroy volgde Boufflers op. Nadat deze Villeroy een zware nederlaag leed in de Slag bij Ramillies (1706), steeg de ster van Boufflers opnieuw. Lodewijk XIV beval hem de citadel van Rijsel te verdedigen (1708). Rijsel werd omsingeld door Britse, Nederlandse en Rooms-Duitse troepen. Boufflers verdedigde met 15.000 Fransen de stad Rijsel van juli tot augustus 1708. Nadien gaf hij zich over, op een vrij ordentelijke wijze. De koning was tevreden. Boufflers kreeg zijn maarschalksstaf terug. De Franse troepen vochten heftig in de grootste veldslag van de Spaanse successieoorlog in de Nederlanden, de Slag bij Malplaquet (1709). De geallieerden behaalden een pyrrusoverwinning en de terugtrekking van de Fransen vond plaats zonder verlies aan manschappen en kanonnen. Dit was het werk van maarschalk Boufflers. Politiek gesproken kwam Frankrijk aan zet na de nederlaag bij Malplaquet.
Boufflers leed meer en meer aan zijn oude oorlogswonden. Hij stierf in Fontainebleau in 1711.

## Bestuurlijke carrière

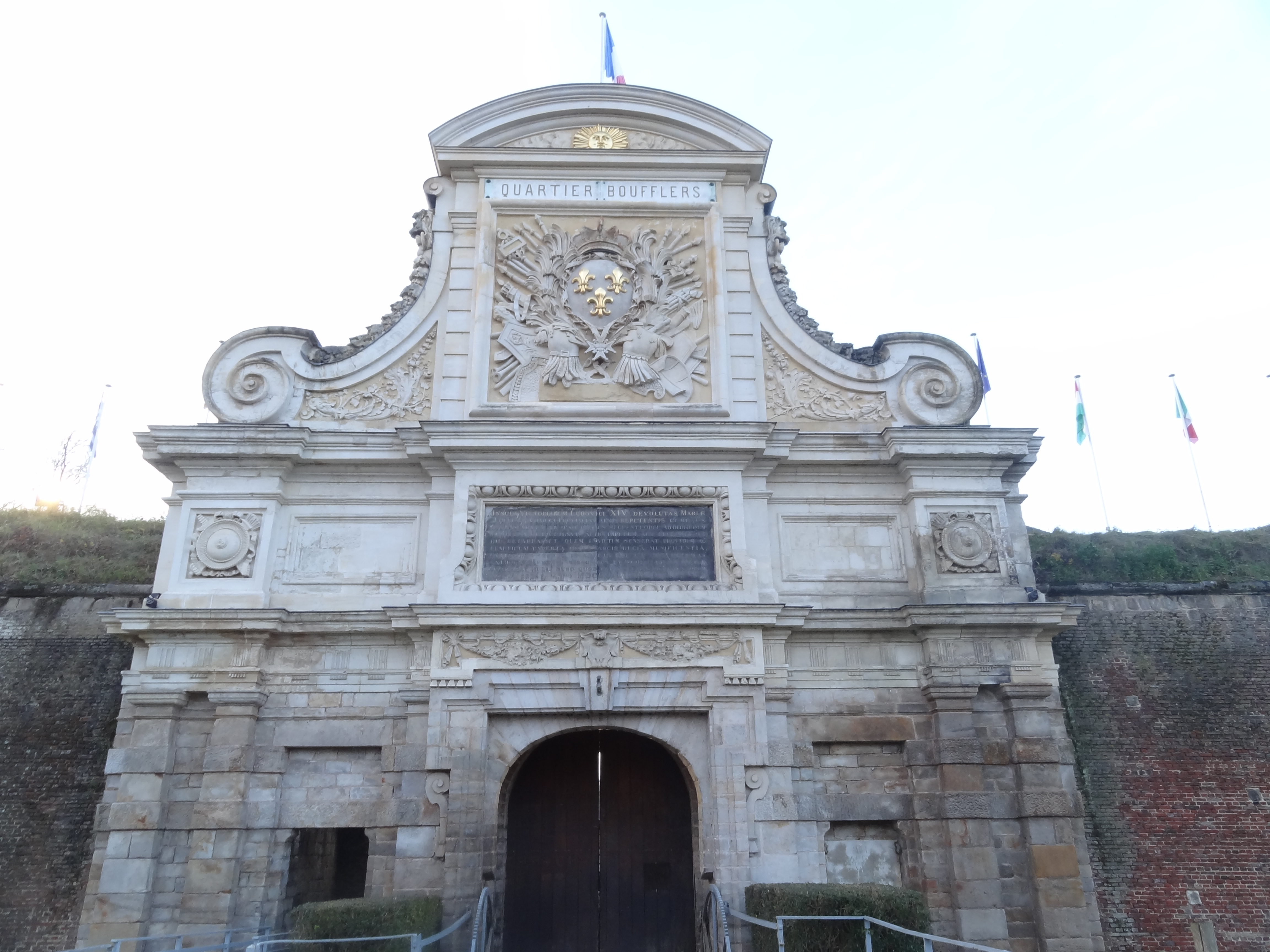
Boufflers kazerne in de Citadel van Rijsel

- Vanaf 1672 was hij groot-baljuw van Beauvais in de provincie Picardië. Hij volgde er zijn overleden broer François III op.
- In 1681 was hij kort gouverneur van Casale.
- Vanaf 1687 gouverneur van de Trois-Évêchés
- Vanaf 1694 gouverneur van het graafschap Vlaanderen, formeel onder de Spaanse koning, maar in werkelijkheid onder Franse bezetting
- Vanaf 1694 militair bestuurder van Rijsel
- Vanaf 1702 gouverneur van Spaans Gelre.

## Onderscheidingen
- Markies de Boufflers. Na de vroegtijdige dood van zijn oudere broer François III (1672), ging de grafelijke titel over naar diens zoontje Henry, een baby. Louis-François eigende zich de titel van 'markies' toe.
- Hertog van Boufflers. Na het Beleg van Namen (1695) bevorderde koning Lodewijk XIV van Frankrijk hem en zijn mannelijke nakomelingen tot hertog van Boufflers.
- Pair van Frankrijk. Het Parlement van Parijs aanvaardde Louis-François als pair van Frankrijk, op bevel van de koning (1705) omwille van zijn verdienstelijke militaire carrière in dienst van de Franse Kroon[13]. De kazerne van de Citadel van Rijsel, eigendom van de Franse krijgsmacht, is naar hem genoemd[14].
- Ridder van de Orde van de Heilige Geest (1688)[15].
- Ridder van de Orde van het Gulden Vlies (1704). Filips V, koning van Spanje en Fransman, verleende hem deze gunst voor zijn militaire dienst in de Spaanse Nederlanden.

- Biblioteca Nacional de España: XX5637285
- Bibliothèque nationale de France: cb132367180 (data)
- Gemeinsame Normdatei: 101620227X
- International Standard Name Identifier: 0000 0000 6153 4090
- Library of Congress Control Number: n2021009290
- Nationale Bibliotheek van Tsjechië: xx0059025
- Nederlandse Thesaurus van Auteursnamen: 318596822
- SNAC: w62074hg
- Système universitaire de documentation: 110586913
- Virtual International Authority File: 51834562